# Kristian von Bengtson
Kristian von Bengtson (født august 1974) er en dansk arkitekt og foredragsholder med speciale i bemandet rumfart, bosat i København og gift med animationsinstruktør Karla von Bengtson.
Kristian von Bengtson har deltaget i forskellige rumprojekter, marsopholds-simulering og er uddannet arkitekt fra Kunstakademiets Arkitektskole i København i 2001 og har derudover en mastergrad i rumfartsvidenskab fra det Internationale Rumfartsuniversitet ISU i Strasbourg, Frankrig (2006).
I 2003 var han medstifter af designvirksomheden Goodmorning Technology Aps, som han forlod i 2005 pga. studiet på ISU. Han har i perioden 2005-2012 været en del af Space Architecture Technical Committee (SATC) under American Institute of Aeronautics and Astronuatics (AIAA). Han har arbejdet for NASA flere gange. I 2006 var Bengtson på NASAs Habitability Design Center (HDC) i Houston, Texas, i Habitank-gruppen der udviklede månelandere til Constellation-programmet. Senere i 2008 udførte han kontraktarbejde, som medforfatter på NASAs nye designmanual HIDH.
Han stiftede i 2008 Copenhagen Suborbitals sammen med opfinderen Peter Madsen. Udover at drive Copenhagen Suborbitals dagligt, sammen med Peter Madsen, var han ansvarlig for designet og produktionen af rumskibene Tycho Brahe og fungerende Flight Director (missions-ansvarlig). I marts 2014 forlod Kristian von Bengtson Copenhagen Suborbitals. 
I 2014 blev Kristian von Bengtson en del af Mars One - et privat hollandsk rumfartsprojekt der har til formål at sende folk til Mars på en envejsbillet. Kristian sagde op i foråret 2015. I Mars One var Kristian ansat som Capsule and Outpost Project Manager. 
Han har tidligere været involveret i flere kunstprojekter, bl.a, sammen med kunstneren Jakob Boeskov (ID SNIPER), og har tidligere været ansat som designer for filminstruktør Anders Morgenthaler og designer Louise Campbell. I 2002 tegnede han coveret Malk de Koijns album Sneglzilla. På trods af brugen af "von", er Kristian von Bengtson ikke adelig.[kilde mangler]
Den 23. september modtog Kristian von Bengtson, sammen med Peter Madsen, Heinrich-prisen 2010, i oktober 2011 var Copenhagen Suborbitals nomineret til World Technology Award 2011 og i 2012 fik de dagbladet Politikens iByen-pris (årets vision), 2013 Breitling Milestone award, 2014 Ellehammer Prisen – alt sammen for deres arbejde med rumprojektet.
Den 30. november 2010 talte Kristian von Bengtson om Copenhagen Suborbitals på TEDxCopenhagen.
Kristian von Bengtson skrev i perioden 2011 til 2014 for Wired.com på bloggen "Rocket Shop" og var panelmedlem i Danmarks Radio P1 kulturprogrammet "Kulturknuserne".
I 2015 skabte Kristian von Bengtson tv-programmet "Mellem Himmel og Jord" på DR2, sammen med med-vært Michael Jeppesen og sin egen podcast Langt ude med rumfart og universet som emne.
I 2016 udkom Max Kestners biograf-dokumentar "Amateurs in Space", som skildrede de første 6 år af Copenhagen Suborbitals, med Peter Madsen og Kristian von Bengtson i hovedrollerne.

## Fonde
Kristian von Bengtson, har modtaget støtte fra følgende fonde, til arbejde med design og rumfart:
- 2012 Statens Kunstfond
- 2009 Danmarks Nationalbanks Jubilæumsfond af 1968
- 2009 Dreyers Fond,
- 2009 Statens Kunstfond
- 2008 Danmarks Nationalbanks Jubilæumsfond af 1968
- 2008 Statens Kunstfond
- 2007 Danmarks Nationalbanks Jubilæumsfond af 1968
- 2005 Nordea Danmark-fonden,
- 2005 Dreyers Fond,
- 2005 Thomas B. Thriges Fond,
- 2005 Fabrikant P.A. Fiskers Fond,
- 2005 Direktør Ib Henriksens Fond,
- 2005 ESA, støtte til studium ved ISU,
- 2005 Den Franske Ambassade, støtte til studium ved ISU,
- 2001 Danmarks Nationalbanks Jubilæumsfond af 1968,
- 1999 Parsons School of Design, New York City,
- 1998 Advokat Scheibels,
- 1998 Dreyers Fond,
- 1998 Knud Højgaards Fond,
- 1998 Elli & Peter Ove Christiansens Fond,
- 1998 Arkitektskolen i København,